# Аллио-Мари, Мишель
Мишель Жанна Онорин Аллио-Мари (фр. Michèle Jeanne Honorine Alliot-Marie ; род. 13 сентября 1946) — французский государственный и политический деятель.

## Образование
Мишель Мари окончила школу в Нейи-сюр-Сен и продолжила свою учёбу в университете на факультете права и экономики в Париже, затем на факультете литературы в Сорбонне. По окончании университета получает диплом по частному праву, политологии и истории права, а также степени доктора права и магистра этнологии и доцента Университета Париж I.

## Личная жизнь
Мишель Мари, дочь Рене Лейко и Бернара Мари, международного арбитра регби, бывшего депутата Атлантических Пиреней и мэра Биарриц.
В 1971 году Мишель Мари выходит замуж за Мишель Аллио, своего преподавателя политологии и разводится в 1984 году, оставляя за собой фамилию мужа. С 1988 года она в паре с Патриком Ольер, депутатом О-де-Сен и министром по связям парламента в правительстве Фийона III с 14 ноября 2010 года.

## Карьера
В политических партиях:
- 1981 год: национальный секретарь в партии Объединение в поддержку республики (ОПР).
- 1988—1990: Национальный секретарь ОПР, ответственная за исследования и проекты
- 1990 год: заместитель исполнительного секретаря по иностранным делам ОПР.
- 1991—2002 год: член Политбюро при ОПР.
- 1998—2002: заместитель Председателя ОПР в Национальном Собрании Франции.
- 1998—1999: Национальный секретарь ОПР, ответственная за социальные проблемы и выборы.
- 1999—2002: президент ОПР.
- С 2009 года: вице-президент Союза за народное движение.

В Генеральном совете:
- 1983—1988: городской советник города Сибур (Атлантические Пиренеи).
- 1989—1991: городской советник города Биарриц (Атлантические Пиренеи).
- 1995 год: городской советник города Сен-Жан-де-Люз.
- 1995—2002: мэр города Сен-Жан-де-Люз (Атлантические Пиренеи).
- С 2002 года первый заместитель мэра города Сен-Жан-де-Люз.
- 1994 год: Генеральный консул Атлантических Пиренеи.
- 1994—2001: Генеральный консул, вице-президент Генерального совета Атлантические Пиренеи.

Карьера в парламенте:
- 23 июня 1988 — 19 июля 2007 года: депутат департамента Атлантические Пиренеи в Национальном собрание Франции
- 1989—1992: депутат в Европейском парламенте

Карьера министра:
- Министр по делам молодёжи и спорта с 29 марта 1993 по 16 мая 1995 года в кабинете Эдуара Балладюра.
- С 4 декабря 1999 по 24 апреля 2002 года была генеральным секретарём партии президентского большинства Объединение в поддержку республики (RPR).
- Министр обороны Французской республики с 7 мая 2002 по 18 мая 2007 года в кабинетах Жан-Пьера Раффарена и Доминика де Вильпена.
- Министр внутренних дел и безопасности с 18 мая 2007 года по 23 июня 2009 года в первом и втором кабинетах Франсуа Фийона.
- Министр юстиции и хранитель печатей с 23 июня 2009 по 13 ноября 2010 года во втором кабинете Фийона.
- С 14 ноября 2010 года министр иностранных и европейских дел Франции в третьем кабинете Фийона.
- 27 февраля 2011 года было объявлено об отставке Мишель Аллио-Мари с поста министра иностранных дел Франции.

## Разное
- Является первой женщиной на постах министра внутренних дел, министра обороны и министра иностранных дел в истории Франции.
- Мишель Аллио-Мари занимала практически все высшие министерские посты в правительстве Франции.
- 2 февраля газета «Канар Аншене» рассказала о некоторых деталях отпуска, который провела в Тунисе Мишель Аллио-Мари во время кризиса в этой стране. Газета обвинила Мишель Аллио-Мари в том, что она воспользовалась гостеприимством и щедростью тунисского бизнесмена, близкого к семейному клану экс-президента Бен Али в разгар народных волнений. В частности, этот бизнесмен перевозил на личном самолете главу МИД и её супруга к месту их отдыха.

## Награды
- Орден «Стара-планина» I степени (9 января 1995 года, Болгария)[2]